# Scotorythra anagraptis
Scotorythra anagraptis är en fjärilsart som beskrevs av Edward Meyrick 1899. Scotorythra anagraptis ingår i släktet Scotorythra och familjen mätare. Inga underarter finns listade.